# Immeuble Palmqvist
L'Immeuble Palmqvist (en finnois : Palmqvistin talo) est une maison historique du quartier de Kluuvi à Helsinki en Finlande.

## Histoire
Le tailleur Albin Palmqvist fait construire le bâtiment au coin d'Esplanadi et de la rue Fabianinkatu.
Anders Fredrik Granstedt conçoit l'immeuble de style néoclassique qui est bâti en 1837–1838.
Du côté de la rue Fabianinkatu il comportait un entrepôt et un atelier. 
Côté Esplanadi, il y avait des boutiques et des logements.
De nos jours il ne reste que la façade donnant sur l' esplanade.